# Naparaye
Naparaye ókori egyiptomi és núbiai királyné volt, a XXV. dinasztiához tartozó Piye fáraó lánya és Taharka fáraó felesége. Sírjából ismert, mely az el-Kurru-i királyi temető 3. piramisa. Itt megtalálták alabástrom áldozati asztalát, mely ma Kartúmban található (katalógusszám 191).
Címei: A király [nagy?] felesége (ḥm.t-nỉswt [wr.t?]), A Két Föld asszonya (ḥnwt t3.wỉ), Nagy kegyben álló (wr.t-ḥzwt), Édes szeretetű (bnr.t mrwt), A hatalmas kegyelmű (wr.t-ỉm3.t), A király nővére (sn.t-nỉswt).

## Fordítás
- Ez a szócikk részben vagy egészben  a   Naparaye című angol Wikipédia-szócikk ezen változatának fordításán alapul.  Az eredeti cikk szerkesztőit annak laptörténete sorolja fel. Ez a jelzés csupán a megfogalmazás eredetét és a szerzői jogokat jelzi, nem szolgál a cikkben szereplő információk forrásmegjelöléseként.